# Tegenaria chebana
Tegenaria chebana là một loài nhện trong họ Agelenidae.
Loài này thuộc chi Tegenaria. Tegenaria chebana được Tord Tamerlan Teodor Thorell miêu tả năm 1897.